# Milagro Sala
Milagro Amalia Ángela Sala (sinh ngày 27 tháng 1 năm 1964) là lãnh đạo của hiệp hội Khu phố Tupac Amaru, thuộc Hiệp hội Công nhân Nhà nước (ATE) của Jujuy, và là một nhân vật hàng đầu trong Movimiento piquetero của Argentina.
Vào ngày 16 tháng 1 năm 2016, Sala đã bị bắt vì tội gian lận và âm mưu hình sự trong một cáo buộc tham ô khoản tiền ARS $ 30.000.000 do chính phủ dự định giúp đỡ người nghèo.
Một số tổ chức nhân quyền, như Tổ chức Ân xá Quốc tế, đã tố cáo chính phủ Argentina tại Nhóm Công tác về giam giữ tùy tiện (GAD) của Liên Hợp Quốc, cáo buộc giam giữ bất hợp pháp Milagro Sala. Vào ngày 28 tháng 10 năm 2016, GAD quyết định rằng việc giam giữ Milagro Sala là tùy tiện và ra lệnh cho chính phủ Argentina phải thả bà ngay lập tức. Chính phủ Argentina cho rằng quyết định của GAD là không bắt buộc.

## Tuổi thơ
Sala được sinh ra ở khu phố Hạ Azopardo của San Salvador de Jujuy. Năm 15 tuổi, bà phát hiện ra mình được nhận nuôi và mẹ ruột đã bỏ rơi mình trong một hộp các tông trước bệnh viện. Bà sau đó rời khỏi ngôi nhà nơi bà đã được nuôi dưỡng. Sala sống nhiều năm giữa những kẻ buôn bán, buôn bán ma túy, kẻ trộm và gái mại dâm. Bà trở thành một người đánh giày, bị cướp cùng với bạn bè và lạm dụng ma túy; Năm 18 tuổi, bà bị bắt và bỏ tù. Ở trong tù, Sala tổ chức một cuộc tuyệt thực dẫn đến việc bà được phép nấu ăn cho các nữ tù nhân của mình, với thức ăn ngon hơn với chi phí tương đương. Bà đã ở tù 8 tháng và khuyên các gái mại dâm Hạ Azopardo khác thay đổi tình hình và rời khỏi môi trường đó.
Sala sau đó đã gia nhập Trung tâm Lao động Argentina (CTA). Bà đã nổi tiếng trên toàn quốc về quyền lực mà bà có được ở Tỉnh Jujuy thông qua Tupac Amaru barrial barrial (hiệp hội khu phố Tupac Amaru). Tổ chức phi chính phủ này quản lý ngân sách 200 triệu peso (50 triệu đô la Mỹ), ít nhất 40 phương tiện và hơn 300 khẩu súng được đăng ký trong RENAR. Tuy nhiên, ảnh hưởng của nó đã dẫn đến xung đột với các nhân vật chính trị bảo thủ ở Jujuy, và sau một loạt các cáo buộc trao đổi qua lại. Sala cũng đã bị Thượng nghị sĩ Gerardo Morales đệ trình các cáo buộc về đe dọa giết và phá hủy tài sản. Sala phủ nhận có liên quan đến một vụ việc năm 2009, trong đó hai thanh niên tấn công Morales, khẳng định rằng những lời buộc tội này có động cơ chính trị và không có bằng chứng.
Bà là mẹ của hai đứa trẻ, và là mẹ nuôi của mười hai đứa trẻ khác.